# Schmida
La Schmida est une rivière autrichienne de 73,6 km de long qui coule dans le land de Basse-Autriche. Elle est un affluent direct du Danube.

## Traduction
- (de) Cet article est partiellement ou en totalité issu de l’article de Wikipédia en allemand intitulé « Schmida (Fluss) » (voir la liste des auteurs).